# Harry Morgan
Harry Morgan (10. april 1915 – 7. december 2011) var en amerikansk skuespiller. Morgan var måske bedst kendt som oberst Sherman T. Potter i M*A*S*H (1975-83), Pete Porter i både  Pete og Gladys (1960-62) og December Bride (1954-1959), kriminalassistent Bill Gannon i Dragnet (1967-70), og Amos Coogan i Hec Ramsey (1972-74).
For rollen som Potter i M*A*S*H blev han Emmy-nomineret otto gange og modtog en enkelt i 1980 for bedste birolle.
Morgan havde en mindre rolle i Elvis Presleys film Frankie And Johnny fra 1966.
Han døde i sit hjem i Brentwood, Los Angeles efter en lungebetændelse.